# Caffè macchiato

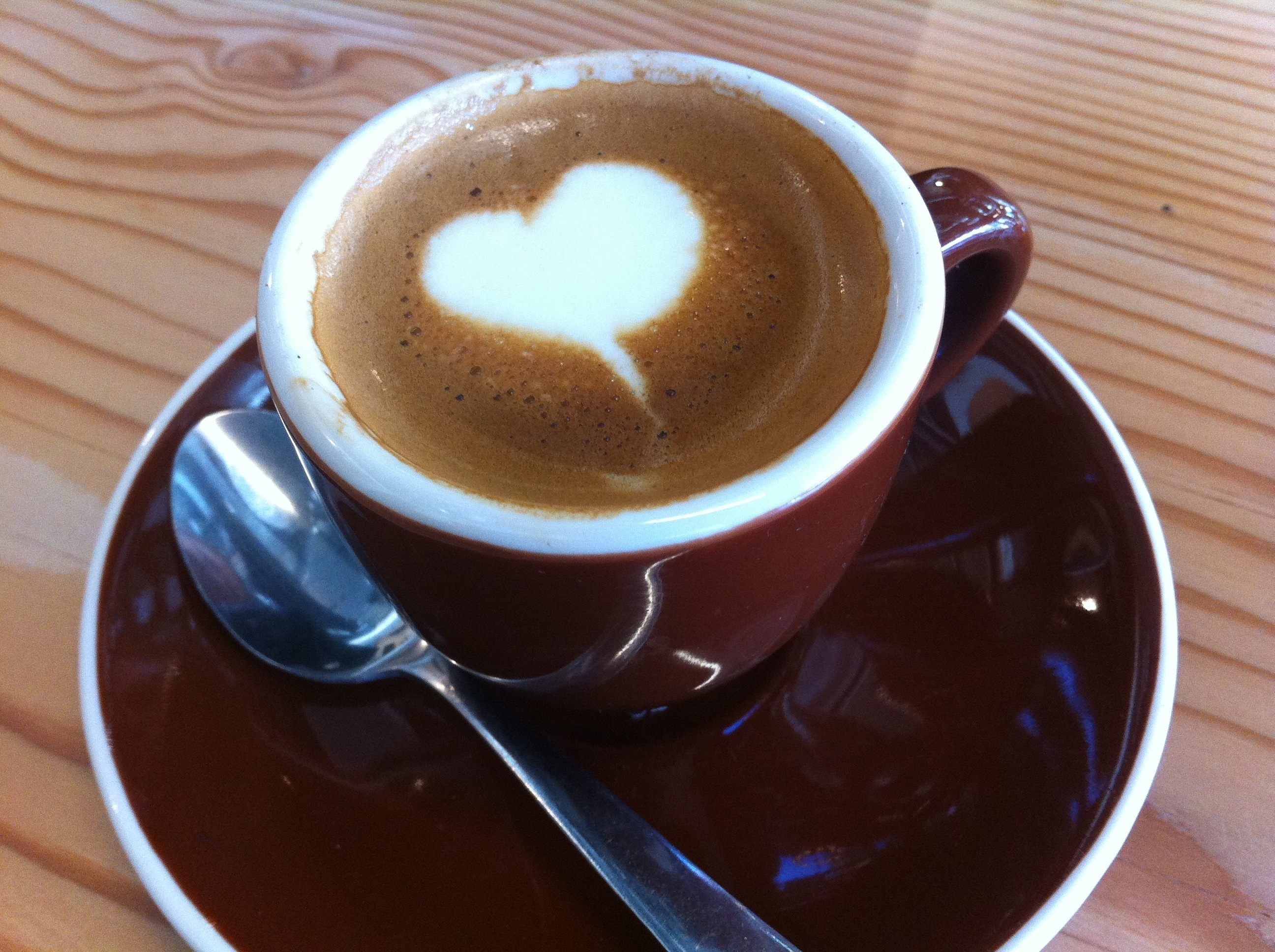
Klasicky připravené Caffè macchiato

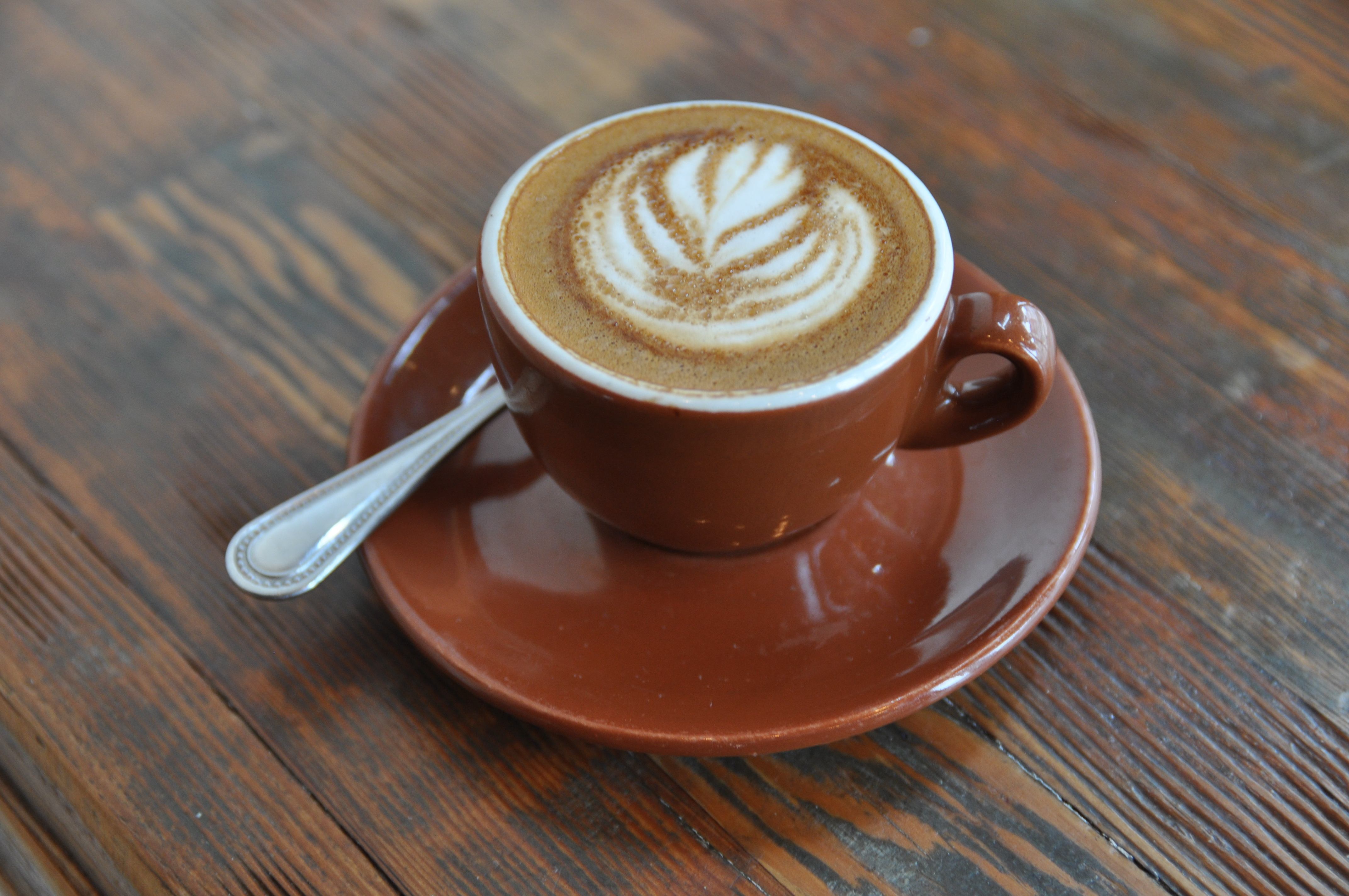
Moderní Caffè macchiato v San Franciscu

Caffè macchiato (italská výslovnost [maʔˈkjaːto]IPA, někdy též espresso macchiato) je italský druh kávy, espresso, s malým množstvím teplého, zpěněného mléka.
Slovo macchiato znamená v italštině skvrnitý nebo tečkovaný. Dle klasické školy se jedná o espresso s kapkou mléčné pěny vloženou do cremy lžičkou.
Moderní macchiato vypadá jako miniaturní cappuccino — espresso je ve svém šálku doplněno až po okraj mléčnou mikropěnou, kde může barista malovat různé obrázky, ať už technikou latte art, nebo dokreslováním.